# Бывшее представительство эмира Бухарского
Представи́тельство эми́ра Буха́рского — архитектурный памятник истории и культуры регионального значения в Оренбурге. Находится в историческом центре города, на Бухарском переулке. 

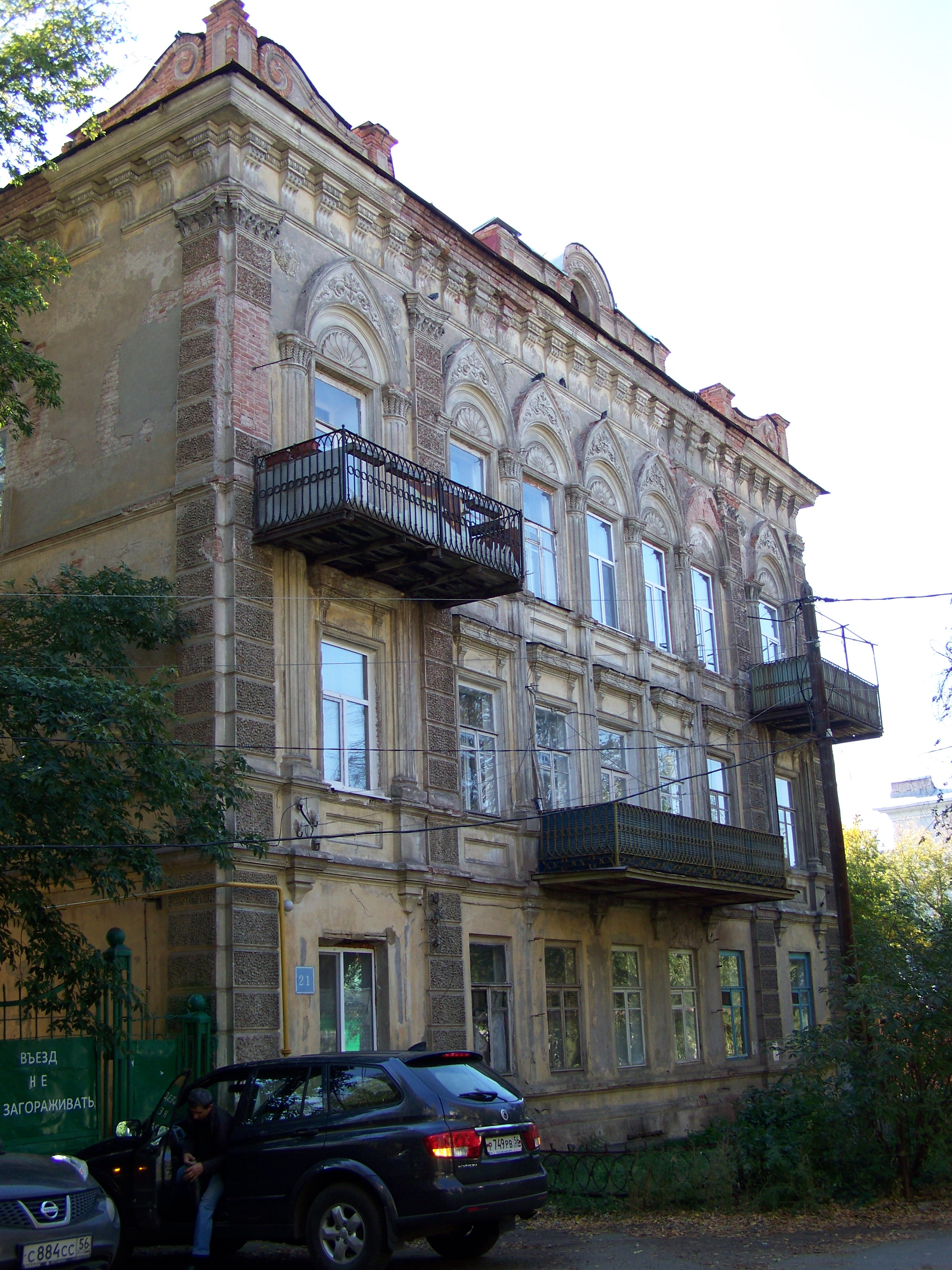
Здание в 2012 году

Дом содержит сочетание классицизма, а также декоративных мусульманских мотивов и имеет три этажа.
В перечне объектов культурного наследия, расположенных на территории Оренбургской области, по состоянию на 25 ноября 2015 года, в графе «Дополнительные сведения об ОКН» приводится название — Съезд мировых судей, а по состоянию на 2 апреля 2019 года, в 2ГИС указан как малоэтажный жилой дом, при этом в данном здании не базируется ни одна организация.